# Golęczewo (przystanek kolejowy)
Golęczewo – przystanek kolejowy we wsi Golęczewo, leżący na linii kolejowej nr 354 Poznań POD - Piła Główna.

## Ruch pasażerski
| Rok  | Wymiana pasażerska na dobę |
| ---- | -------------------------- |
| 2017 | 20-49                      |
| 2022 | 100-199                    |